# Dra Abu el-Naga
Dra Abu el-Naga, nekropolia egipska położona na zachodnim brzegu Nilu w Tebach, przy wejściu do suchej zatoki prowadzącej do Deir el-Bahari i na północ od nekropolii El-Assasif.
Odnaleziono tutaj grobowce pochodzące z okresu XVII dynastii i prawdopodobny grobowiec 
faraona Amenhotepa I.